# Gondrecourt-le-Château

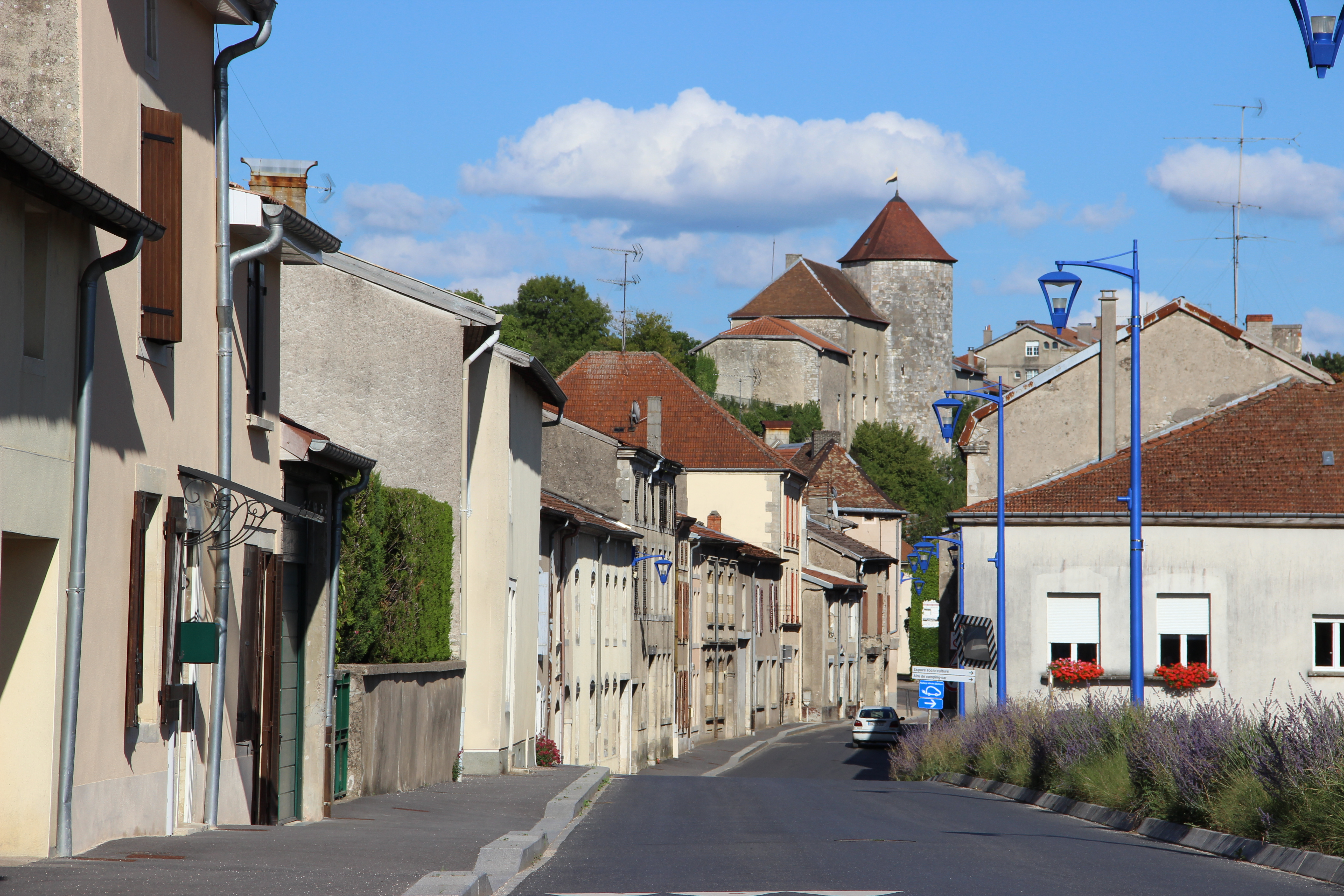
Rue du Géneral Leclerc (D 996) und Tour ronde

Gondrecourt-le-Château [ɡɔ̃dʁəkuʁ lə ʃɑto] ist eine französische Gemeinde mit 1041 Einwohnern (1. Januar 2022) im Département Meuse in der Region Grand Est (bis 2015 Lothringen). Sie gehört zum Arrondissement Commercy und zum Kanton Ligny-en-Barrois.

## Geografie und Beschreibung
Die Gemeinde liegt am oberen Ornain im Süden des Départements Meuse, etwa 40 Kilometer südwestlich von Toul. Sie besteht aus der Kleinstadt Gondrecourt-le-Château, die in eine Ober- (Ville haute) und eine Unterstadt (Ville basse) gegliedert ist, und den in einer Exklave liegenden Orten Luméville-en-Ornois und Tourailles-sous-Bois. Der Namenszusatz „le-Château“ bezieht sich auf die ehemalige Burg (fr.: château) in der Oberstadt, von der ein Rundturm erhalten ist.

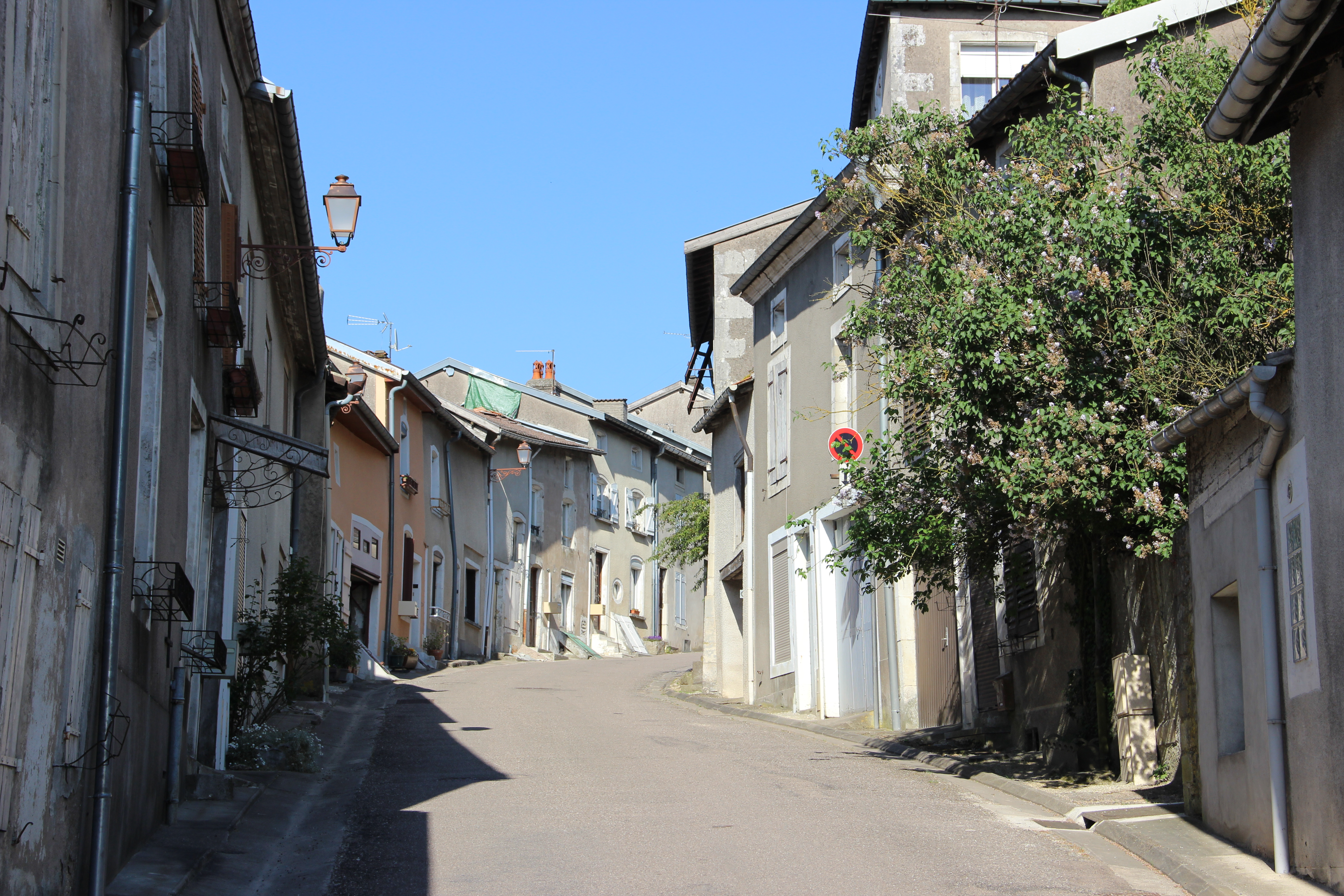
Rue Haute in der Oberstadt
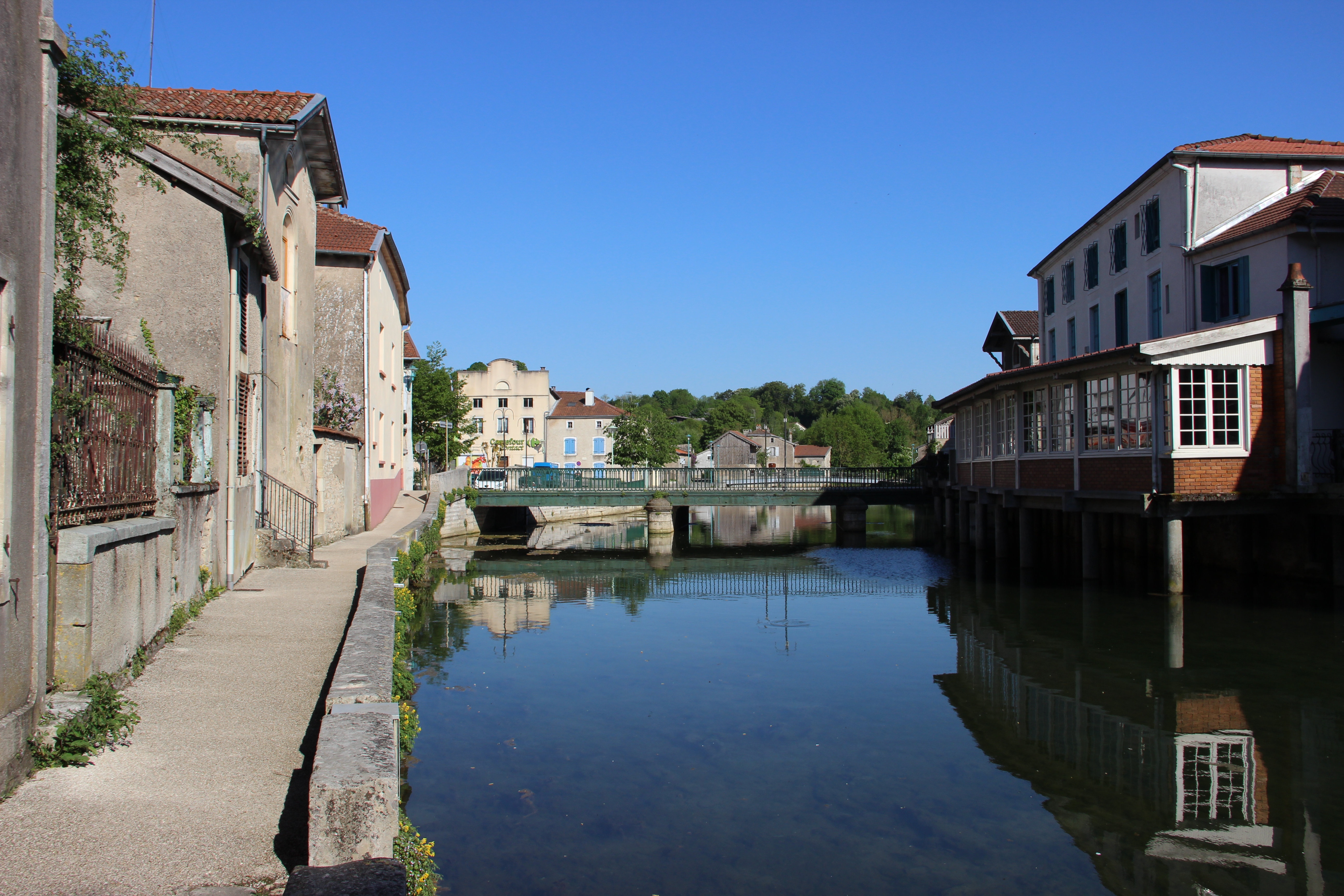
Der Ornain in der Ville basse
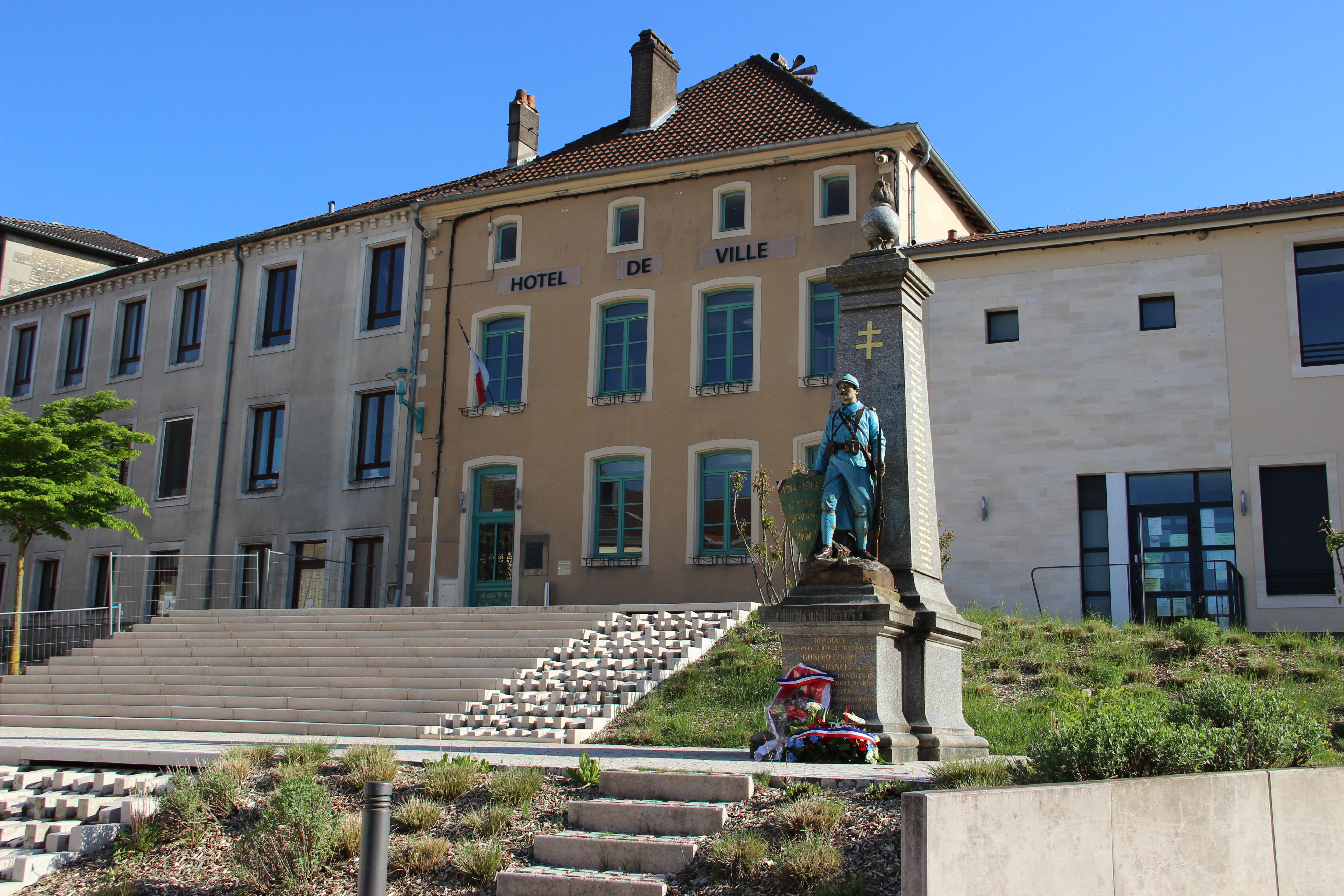
Rathaus (Hôtel de ville) und Gefallenendenkmal

## Geschichte
Gondrecourt-le-Château wurde im 7. Jahrhundert von Gondoin, Graf von Ornois, gegründet. Zahlreiche Relikte, die in der Gegend gefunden wurden, weisen jedoch auf eine Besiedelung seit der Jungsteinzeit hin. Dazu zählen Megalithen, Gräber aus der Zeit der Merowinger, Gegenstände aus der gallischen Epoche und Waffen, die von kriegerischen Auseinandersetzungen der Franken mit den Hunnen stammen.
Der Ort lag zu jeder Zeit an der Schnittstelle miteinander im Krieg befindlicher Königreiche. Im Mittelalter wurde er immer wieder angegriffen, belagert, in Brand gesteckt und wiederaufgebaut. Von den insgesamt sieben zu verschiedenen Zeiten errichteten Wehrtürmen ist nur einer (Tour ronde) aus dem 15. Jahrhundert noch vorhanden. 1633 wurde auf Befehl Richelieus hin die Festung endgültig geschleift.

## Bevölkerungsentwicklung
| Jahr      | 1962 | 1968 | 1975 | 1982 | 1990 | 1999 | 2007 | 2019 |
| Einwohner | 1241 | 1249 | 1455 | 1594 | 1622 | 1377 | 1254 | 1074 |

## Sehenswürdigkeiten
- Burgturm Tour ronde aus dem 15. Jahrhundert
- Kirche Mariä Geburt (Église de la Nativité-de-la-Vierge) mit Ursprung im 11. Jahrhundert

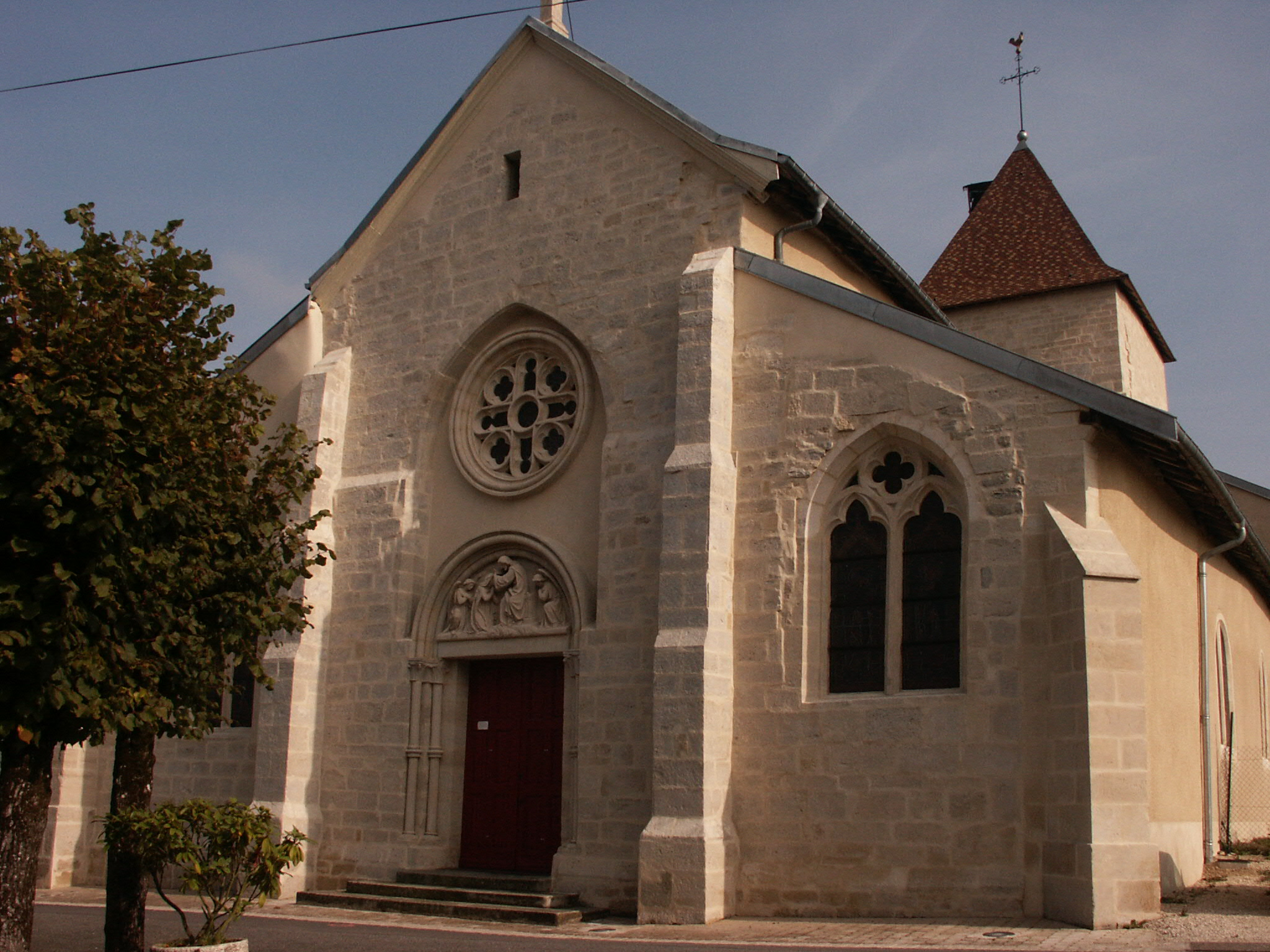
Église de la Nativité-de-la-Vierge

## Verkehr

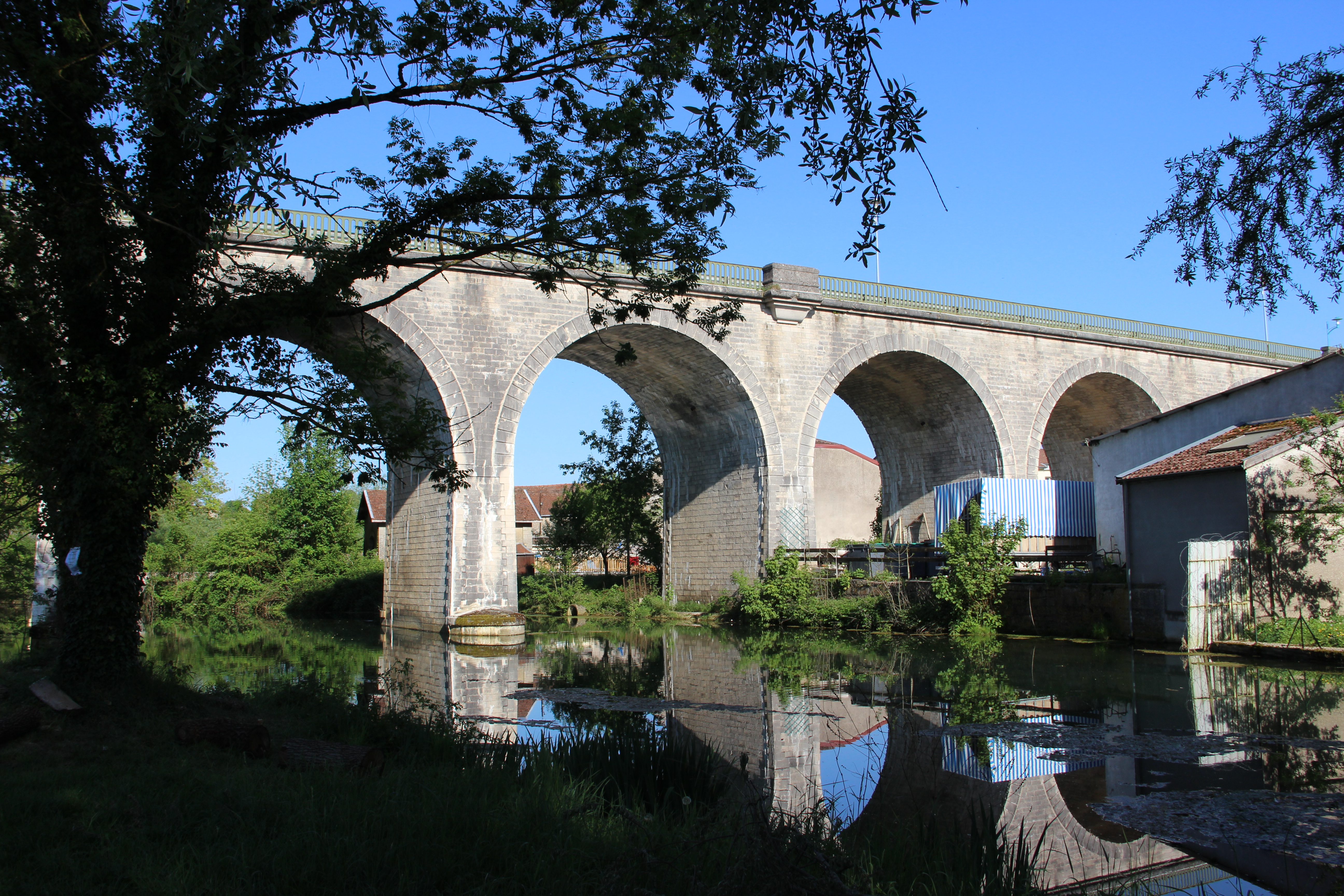
Brücke der stillgelegten Bahnstrecke nach Sorcy über den Ornain

Gondrecourt-le-Château hat einen Bahnhof an der Bahnstrecke Nançois-Tronville–Neufchâteau, die 1875 von der Compagnie des chemins de fer de l’Est in Betrieb genommen wurde. Dieser wird zudem von der stillgelegten Bahnstrecke Jessains–Sorcy berührt. Am 16. Dezember 1973 verkehrte in Gondrecourt der letzte Personenzug, für den Güterverkehr blieb die Strecke von dort nach Nançois-Tronville erhalten.
Hauptachse der Stadt ist die Departementsstraße D 996, die zwischen Ligny-en-Barrois und Greux verläuft. Von ihr gehen in Gondrecourt die D 10 (Richtung Grand), D 32 (Richtung Lezéville) und D 182 (nach Bonnet und Vaudeville-le-Haut) ab.

## Persönlichkeiten
Gondrecourt ist der Geburtsort des Historikers Fernand Braudel (1902–1985) und des ehemaligen gaullistischen Abgeordneten und Ministers Louis Jacquinot (1898–1993).